# Kaspars Ikstens
Kaspars Ikstens (Riga, 5 giugno 1988) è un calciatore lettone, portiere svincolato.

## Carriera

### Club
Ha giocato nella prima divisione lettone.

### Nazionale
Tra il 2008 ed il 2010 ha giocato nella nazionale lettone Under-21, mentre nel 2018 ha esordito in nazionale maggiore, in una partita amichevole persa per 1-0 contro la Corea del Sud.

## Statistiche

### Cronologia presenze e reti in nazionale
| Cronologia completa delle presenze e delle reti in nazionale ― Lettonia | Cronologia completa delle presenze e delle reti in nazionale ― Lettonia | Cronologia completa delle presenze e delle reti in nazionale ― Lettonia | Cronologia completa delle presenze e delle reti in nazionale ― Lettonia | Cronologia completa delle presenze e delle reti in nazionale ― Lettonia | Cronologia completa delle presenze e delle reti in nazionale ― Lettonia | Cronologia completa delle presenze e delle reti in nazionale ― Lettonia | Cronologia completa delle presenze e delle reti in nazionale ― Lettonia |
| Data                                                                    | Città                                                                   | In casa                                                                 | Risultato                                                               | Ospiti                                                                  | Competizione                                                            | Reti                                                                    | Note                                                                    |
| ----------------------------------------------------------------------- | ----------------------------------------------------------------------- | ----------------------------------------------------------------------- | ----------------------------------------------------------------------- | ----------------------------------------------------------------------- | ----------------------------------------------------------------------- | ----------------------------------------------------------------------- | ----------------------------------------------------------------------- |
| 3-2-2018                                                                | Adalia                                                                  | Corea del Sud                                                           | 1 – 0                                                                   | Lettonia                                                                | Amichevole                                                              | -1                                                                      |                                                                         |
| 5-6-2018                                                                | Riga                                                                    | Lituania                                                                | 1 – 1                                                                   | Lettonia                                                                | Amichevole                                                              | -1                                                                      |                                                                         |
| Totale                                                                  |                                                                         | Presenze                                                                | 2                                                                       |                                                                         | Reti                                                                    | -2                                                                      |                                                                         |

## Palmarès

### Club

#### Competizioni nazionali
- Campionato lettone: 2

Skonto: 2010
Daugava: 2012
- Coppa di Lettonia: 4

Jelgava: 2013-2014, 2014-2015, 2015-2016
RFS Riga: 2019
- Coppa di Lega lettone: 1

RFS Riga: 2018